# Okręg wyborczy Birmingham Edgbaston
Okręg wyborczy Birmingham Edgbaston powstał w 1885 r. i wysyła do brytyjskiej Izby Gmin jednego deputowanego. Okręg położony jest w południowo-wschodniej części miasta Birmingham.

## Deputowani do brytyjskiej Izby Gmin z okręgu Birmingham Edgbaston
- 1885–1898: George Dixon, Partia Liberalna, od 1885 r. Partia Liberalno-Unionistyczna
- 1898–1929: Francis Lowe, Partia Konserwatywna
- 1929–1940: Neville Chamberlain, Partia Konserwatywna
- 1940–1953: Peter Bennett, Partia Konserwatywna
- 1953–1966: Edith Pitt, Partia Konserwatywna
- 1966–1997: Jill Knight, Partia Konserwatywna
- 1997–2017: Gisela Stuart, Partia Pracy
- od 2017: Preet Kaur Gill(inne języki), Partia Pracy

## Źródła
- Birmingham, Edgbaston